# Yamaha YZ 450F
La Yamaha YZ450F est une moto compé-client de motocross dotée d'un moteur à quatre temps construit par Yamaha Motor Corporation. C'était le successeur de la précédente YZ426F qui avait été arrêtée en 2003. Les magazines Cycle World et Dirt Rider la considèrent comme la moto qui a lancé la révolution du motocross à moteur à quatre temps. Les YZ250F et YZ450F 2006 ont été les premières motos de série équipées de ressorts de suspension en titane. 